# Parafia Miłosierdzia Bożego w Chełmie
Parafia Miłosierdzia Bożego w Chełmie – parafia rzymskokatolicka w Chełmie, należąca do dekanatu Chełm – Wschód w  archidiecezji lubelskiej

## Historia
W 1899 roku na terenie kompleksu zabudowań szpitala wojskowego władze rosyjskie zbudowały prawosławną kaplicę szpitalną, która 25 czerwca 1900 roku została poświęcona. W 1915 roku kaplica została przejęta przez armię austriacką, a obok utworzono cmentarz dla żołnierzy austriackich i rosyjskich. 
W 1918 roku szpital przejęło Wojsko Polskie, a kaplicę zaadaptowano dla obrządku rzymskokatolickiego. Od 1922 roku do II wojny światowej posługiwał w niej ks. Stanisław Warchałowski kapelan garnizonu chełmskiego. Podczas II wojny światowej kaplica była przejęta przez Niemców, a w 1949 roku przez władze komunistyczne zamieniona na magazyn leków wojskowej składnicy medycznej.
W 1982 roku staraniem ks. Kazimierza Bownika kaplica została zwrócona wiernym, a po odnowieniu stała się kaplicą filialną parafii Narodzenia NMP. W 1985 roku bp Jan Śrutwa dokonał poświęcenia kaplicy pw. Miłosierdzia Bożego. 
11 lipca 1993 roku została erygowana parafia z wydzielonego terytorium parafii: Narodzenia NMP, Chrystusa Odkupiciela i Ducha Świętego. W 1994 roku podjęto decyzję o rozbudowie, według projektu architektów Wojciecha Palki i Jana Kołodziejczyka. Dobudowano nawę główną i kruchtę z wieżą. W 1996 roku abp Bolesław Pylak dokonał wmurowania kamienia węgielnego i poświęcenia kościoła. W 1999 roku ukończono rozbudowę kościoła. 

## Proboszczowie
- 1993–2003 ks. Kazimierz Stanisław  Malinowski
- 2003–2010 ks. Jan Karaś
- 2010–2016 ks. kan. Krzysztof Krakowiak
- 2016–2021 ks. kan. Andrzej Józef Majchrzak
- od 1 lipca 2021 ks. Krzysztof Maksymowicz

## Terytorium
- Chełm – ulice: Baczyńskiego, Bazylany, Bema, Brzechwy, Cisowa, Dąbrowskiego, Gminna, Grottgera, Hrubieszowska, Jaworskiego, Kard. Wyszyńskiego, Litewska, Lotnicza, Majdańska, Majowa, Mościckiego, Paderewskiego, Parkowa, Plater, Podborcze, Rejtana, Sikorskiego, Skorupki, Sowińskiego, Sucharskiego, Traugutta, Tuzinek,  Wiosenna, Wojsławicka, Wybickiego, Zawadzkiego, Zielona, Żeromskiego.
- Strupin Duży
- Strupin Łanowy
- Strupin Mały